# 85728 Yangfujia
85728 Yangfujia è un asteroide della fascia principale. Scoperto nel 1998, presenta un'orbita caratterizzata da un semiasse maggiore pari a 2,137207 UA e da un'eccentricità di 0,157793, inclinata di 2,370071° rispetto all'eclittica.